# Kurier Wileński (1939–1940)
Kurier Wileński – dziennik wydawany w Wilnie w okresie włączenia miasta w skład Litwy (od listopada 1939 do czerwca 1940). 
Pierwszy numer pisma, będącej kontynuacją gazety ukazującej w międzywojennym Wilnie, wyszedł 2 listopada 1939 roku za zgodą  władz litewskich. Na czele redakcji stanął Witold Staniewicz, choć faktycznie jej pracami kierował Józef Święcicki. Na łamach gazety publikowali m.in. Stefan Srebrny, Czesław Falkowski, Henryk Łowmiański, Konrad Górski i Jan Kazimierz Muszyński. 
Po zajęciu Litwy przez Armię Czerwoną (czerwiec 1940) „Kurier...” został znacjonalizowany i ukazywał się jako „Gazeta Ludowa”. W sierpniu 1940, po aneksji Litwy przez ZSRR (w formie Litewskiej SRR), władze sowieckie dokonały jego administracyjnego połączenia z „Gazetą Codzienną” w „Prawdę Wileńską”. 